# 금벽정
금벽정(錦壁亭)은 세종특별자치시 장군면 금암리에 있던 정자 건축물이다. 1997년 6월 5일 공주시의 향토문화유적 제2호로 지정되었다가, 2000년 10월 19일 해제되었다.

## 개요
금벽정은 금강 8경 중 하나로 금강의 절경 중 백미라고 불리던 창벽 맞은편에 위치했었으며(현 세종시 장군면 금암리), 조선의 유림들이 아름다운 자연 속에서 자신의 학문과 사상, 정치적 소신 등을 서로 나누었던 지역의 문화공간이었다.
금벽정은 17세기에 건립된 것으로 추정되며 그 후 몇 차례의 철거와 복원을 반복하다 2001년 세종~공주간 금송로 도로 확포장 공사에 따라 철거됐다.

## 현판
현판은 금벽정(錦壁亭)과 호우제일강산(湖右第一江山)이며, 금벽정은 세로 38㎝, 가로 81㎝, 두께 2㎝이고 호우제일강산은 세로 35㎝, 가로 156.5㎝, 두께 2.5㎝∼2.9㎝의 크기다. 풍양조씨 사인공파 후손들이 금벽정(錦壁亭)에 걸려있던 현판 2점을 공주시에 기탁하여 현재는 충청남도역사박물관에 보관하고 있다.